# Pat Palmer
Pour les articles homonymes, voir Palmer.
Pat Palmer, né le 6 novembre 1962 à Vancouver (Canada), est un ancien joueur de rugby à XV canadien, évoluant au poste d'ailier pour l'équipe nationale du Canada.

## Carrière

### équipe nationale
Pat Palmer a connu 17 sélections internationales en équipe du Canada, il fait ses débuts le 15 octobre 1983 contre le XV d'Angleterre, le match suivant se joue le 9 juin 1984 contre les États-Unis. Sa dernière apparition a lieu le 13 juin 1992 contre les États-Unis. 
Il joue trois matchs de Coupe du Monde 1991, où le Canada termine quart-de-finaliste. Il joue également trois matchs de Coupe du Monde 1987.  

## Palmarès

### Sélections nationales
- 17 sélections en équipe du Canada
- 7 essais
- 28 points
- Nombre de sélections par année : 1 en 1983, 1 en 1984, 1 en 1985, 2 en 1986, 3 en 1987, 1 en 1988, 2 en 1990, 5 en 1991, 1 en 1992.

- participation à la Coupe du Monde 1987 (3 matchs disputés, 3 comme titulaire), 1991 (3 matchs disputés, 3 comme titulaire).